# Tatort: Was bleibt
Was bleibt ist ein Fernsehfilm aus der Krimireihe Tatort. Der vom NDR produzierte Beitrag ist die 1255. Tatort-Episode und wurde am 1. Januar 2024 im SRF, im ORF und im Ersten ausgestrahlt. Es ist der 19. Fall von Kriminalhauptkommissar Thorsten Falke und der dreizehnte und letzte seiner Kollegin Julia Grosz.

## Handlung
Ein Unbekannter bittet Thorsten Falke am Abend seines 25-jährigen Dienstjubiläums um ein Treffen. Der Kommissar könne so ein mehr als 20 Jahre altes Versprechen einlösen. Bei der Begegnung in einem Skatepark fordert der Mann von Falke Schutz und bezieht sich dabei auf ein Versprechen, das Falke ihm vor vielen Jahren gegeben habe. Falke hat ihn zwar kurz zuvor am Rande einer Razzia gesehen, kann sich aber nicht an eine frühere Begegnung erinnern. Der Unbekannte rennt davon. Er bittet danach den Architekten Björn Timmig um Hilfe und erhält einen Packen Geldscheine. Dann bedroht er den Schreiner Oliver Timmig.
Am übernächsten Tag wird der Mann erstochen aus dem Fluss Bille gezogen. Bei der Obduktion wird die Narbe einer alten Brandverletzung festgestellt. Dies erinnert Falke an einen fremdenfeindlichen Brandanschlag auf ein Jugendzentrum vor über 20 Jahren, bei dem er den zehnjährigen Denis Demirović aus dem Feuer gerettet hatte. Er hatte ihm versprochen, dass der Brandstifter gefasst würde, konnte dieses Versprechen aber nicht einlösen.
In der Zwischenzeit hat Julia Grosz das Angebot erhalten, zum BKA nach Wiesbaden zu wechseln. Sie erwägt, das Angebot anzunehmen, was Falke sichtlich bedauert. Bei ihren Ermittlungen stößt Grosz auf Land der Ferne, eine Hilfsorganisation für Geflüchtete, die von Björn Timmigs Ehefrau Katharina geleitet wird. Die Timmigs hatten über 20 Jahre keinen Kontakt zu ihrem Sohn Oliver Timmig und dessen Frau Jasmina.
Beim Vergleich mit älteren Schulfotos erkennen die Kommissare, dass der Oliver auf den alten Fotos nicht der heutige Oliver Timmig sein kann. Björn und Oliver Timmig gestehen, dass Oliver Timmig auf einem Segeltörn ertrunken ist. Die Eltern hatten den Unfall jedoch nicht gemeldet und stattdessen nach einem Umzug Alen Demirović, den älteren Bruder von Denis, als ihren Sohn Oliver ausgegeben. Als Denis dies herausfand, hatte er schließlich auch Jasmina Timmig in erpresserischer Absicht gedroht, den Betrug auffliegen zu lassen. So hatte Jasmina ihn in ihrer Verzweiflung ermordet. Sie wird von Falke festgenommen.
Abends ist Falke auf dem Weg zu ihrer Stammkneipe, wo Grosz auf ihn wartet. Als sie in einer Seitenstraße in eine Schlägerei zweier Unbekannter eingreift, wird sie niedergestochen, die Beteiligten flüchten. Als Falke dazu kommt, ist Grosz bereits ihrer Verletzung erlegen.

## Hintergrund
Der Film wurde vom 20. September 2022 bis zum 19. Oktober 2022 in Hamburg und Umgebung, in der Hohwachter Bucht, in Heiligenhafen und Umgebung, in Glinde und in Seevetal-Ramelsloh gedreht.

## Einschaltquote
Die Erstausstrahlung von Was bleibt am 1. Januar 2024 wurde in Deutschland von 7,26 Millionen Zuschauern gesehen und erreichte einen Marktanteil von 23,7 % für Das Erste.